# Wanda (film)
Pour les articles homonymes, voir Wanda (homonymie).
Pour plus de détails, voir Fiche technique et Distribution.
Wanda est un film américain indépendant réalisé par Barbara Loden, qui joue également le rôle principal, sorti en 1970 aux États-Unis.

## Synopsis
Wanda est une jeune femme qui se laisse partir à la dérive. Après avoir quitté son mari et ses enfants, elle rencontre M. Dennis, voleur de piètre ampleur, et le suit sur les routes américaines. Il meurt pendant un hold-up.

## Fiche technique
- Titre : Wanda
- Réalisation : Barbara Loden
- Scénario : Barbara Loden
- Production : Harry Shuster
- Photographie : Nicholas T. Proferes
- Montage : Nicholas T. Proferes
- Pays d'origine : États-Unis
- Format : Couleurs - 1,85:1 - Mono
- Genre : Drame
- Durée : 102 minutes
- Date de sortie : 
  - États-Unis : 1970
  - France : 
    - Présentation au festival de Cannes en mai 1971 dans la Quinzaine des réalisateurs
    - 5 février 1975 au Saint-André-des-Arts
    - Reprise en 1982

## Distribution
- Barbara Loden : Wanda Goronski
- Michael Higgins : Norman Dennis
- Dorothy Shupenes : la sœur de Wanda
- Peter Shupenes : le beau-frère
- Jerome Thier : John
- Marian Thier : Miss Godek
- Anthony Rotell : Tony
- M.L. Kennedy : le juge
- Gerald Grippo : le greffier de la Cour
- Milton Gittleman : le propriétaire d'usine
- Lila Gittleman : sa femme
- Arnold Kanig : un représentant de commerce
- Joe Dennis : Joe
- Charles Dosinan : le père
- Jack Ford : Mr. Anderson
- Rozamond Peck : Mrs. Anderson
- Susan Clark : une fille des Anderson
- Linda Clark : une fille des Anderson
- Bill Longworth : un présentateur
- Frank Jourdano : un soldat

## Production
Le scénario est inspiré de l'histoire personnelle de la réalisatrice et actrice principale, Barbara Loden, ainsi que du fait divers d'un braquage de banque, à la suite duquel Alma Malone, condamnée à 20 ans de prison, remercia le juge de cette peine.

## Commentaire
« Je considère qu’il y a un miracle dans Wanda. D’habitude il y a une distance entre la représentation et le texte, et le sujet et l’action. Ici cette distance est complètement annulée, il y a une coïncidence immédiate et définitive entre Barbara Loden et Wanda. »

— Marguerite Duras

## Distinctions et postérité
- En 1970, le film reçoit le prix Pasinetti pour le meilleur film étranger à la Mostra de Venise[3].
- Il est présenté à la Quinzaine des réalisateurs, en sélection parallèle du festival de Cannes 1971[4].
- À l'occasion de la 67e Mostra de Venise en 2010, une version restaurée est projetée au public[5].
- En 2017, Wanda est sélectionné pour être conservé dans le National Film Registry des États-Unis par la Bibliothèque du Congrès pour son importance culturelle, historique et esthétique[6].

### Presse
- Entretien avec Barbara Loden dans la revue Positif n° 168 [04/1975], page 34, par Michel Ciment.